# 1,1-tiocarbonildiimidazolo
L'1,1-tiocarbonildiimidazolo è un composto chimico derivato da dimetilsolfossido e imidazolo, utilizzato soprattutto nella sintesi di alcheni di Corey-Winter, in alternativa rispetto al più tossico dicloruro di zolfo.
A temperatura e pressione ambiente si presenta come un solido di colore giallo intenso.